# 그레고리 올슨

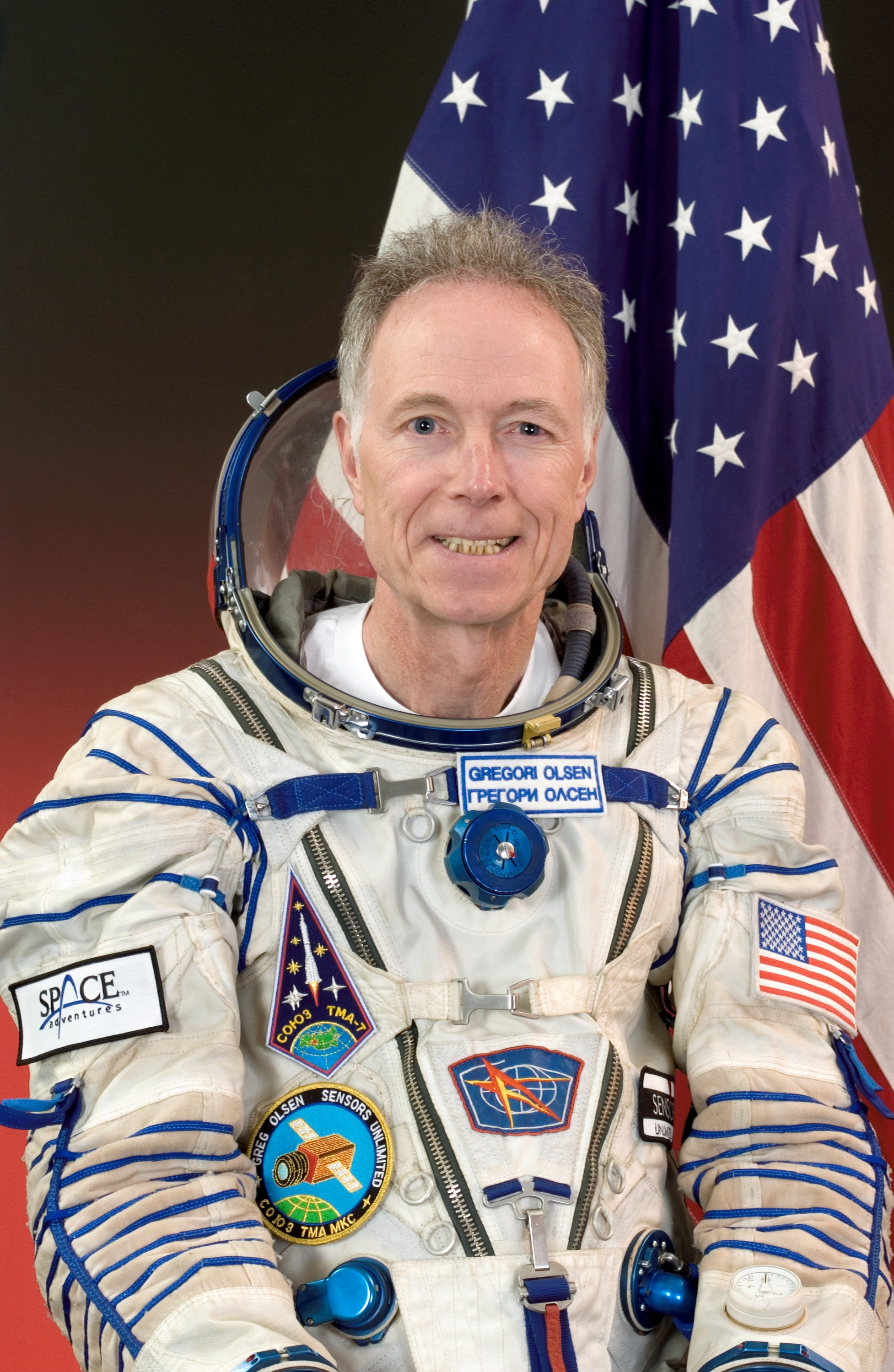
그레고리 올슨

그레고리 해먼드 올슨(Gregory Hammond Olsen, 1945년 4월 20일 ~ )은 미국의 기업인, 공학자이다. 2005년 10월, 그는 세 번째로 우주여행자가 되었다.